# Masqat

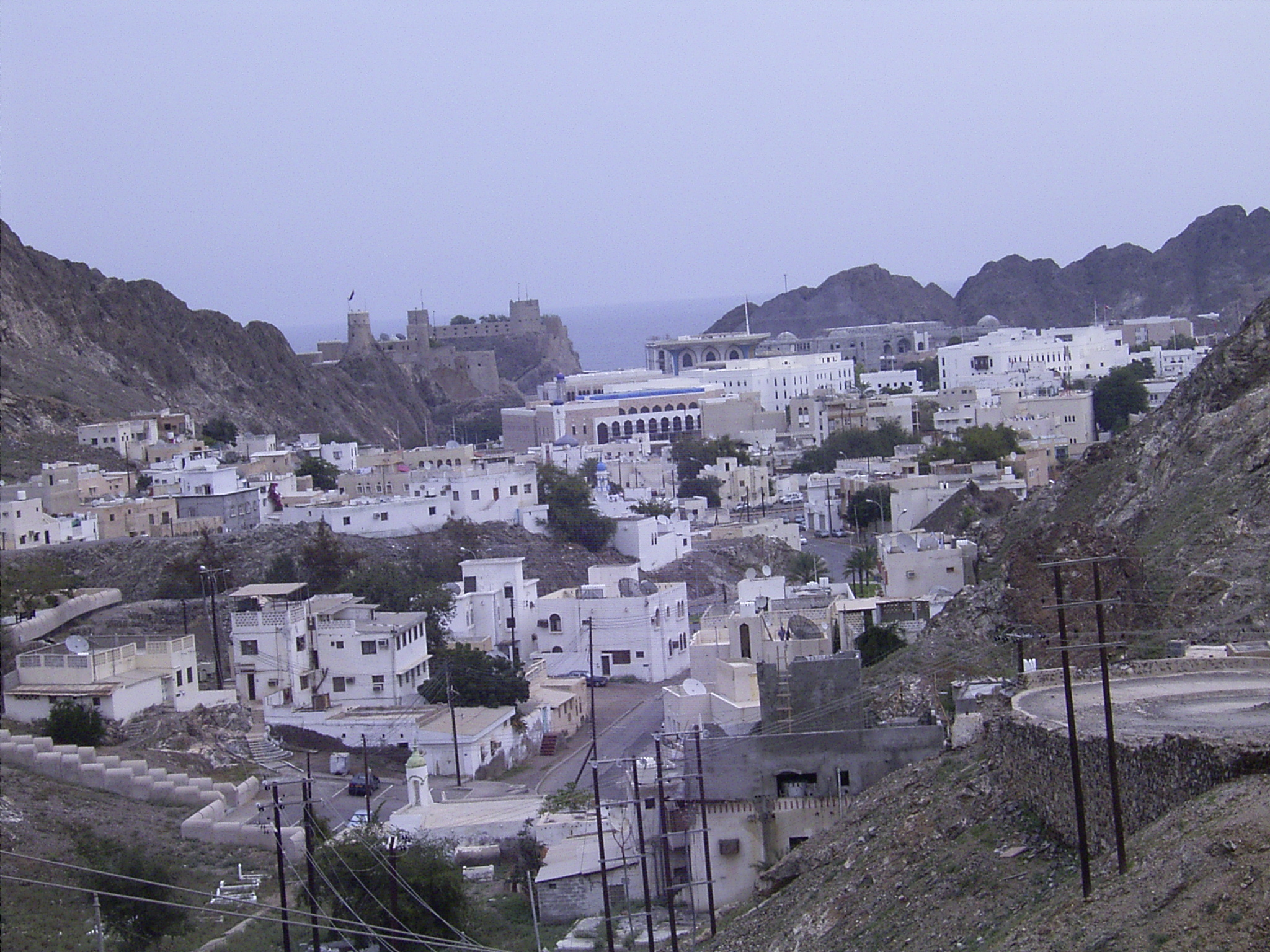
La ciutat vella

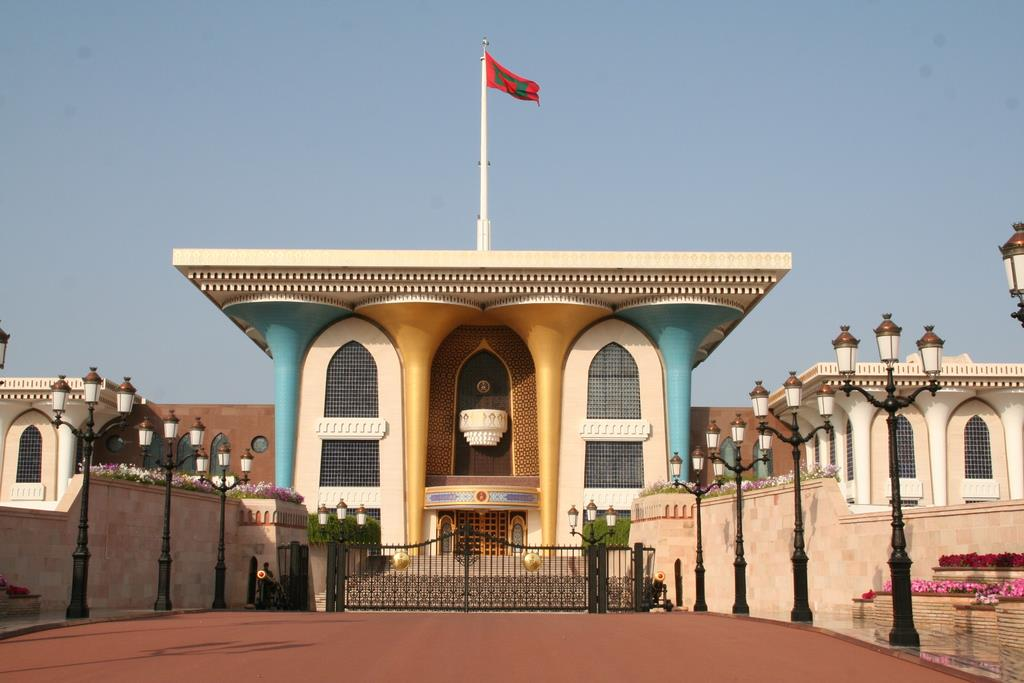
Palau del sultà

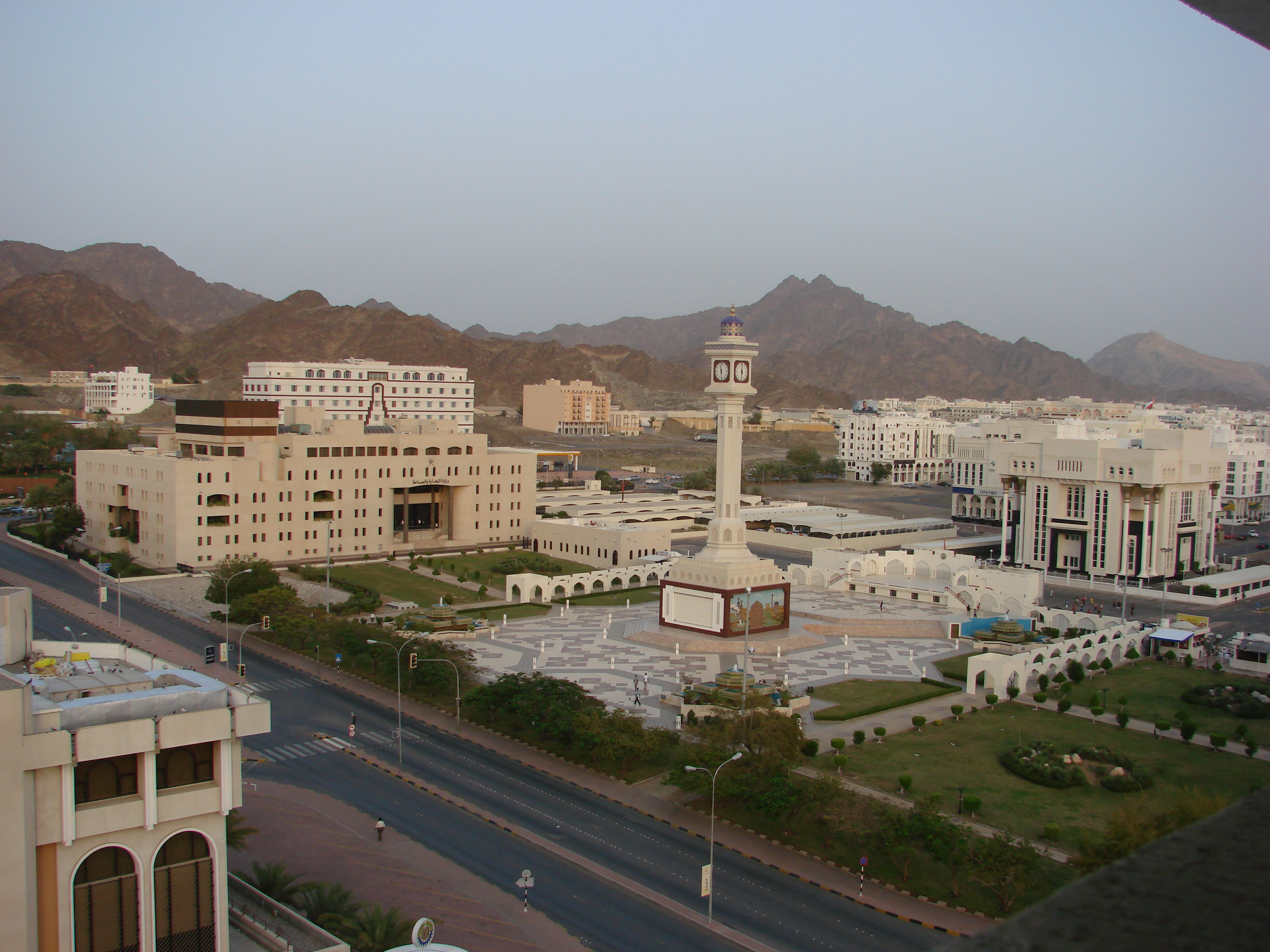
Districte de Negocis al centre de la ciutat

Masqat (àrab: مسقط, Masqaṭ) és la ciutat més gran i la capital d'Oman, situada a la costa del golf d'Oman. Segons el cens del 2003 tenia 632.073 habitants, que s'eleven a uns 900.000 a l'àrea metropolitana, de 1.500 km², que inclou entre altres el port de Matrah. És la capital de la governació o muhàfadha homònima.
És una ciutat d'edificis baixos i generalment de color blanc, amb una arquitectura residencial, oficial i comercial que sovint recorda els estils històrics de la regió. Des de l'accés de Qabús ibn Saïd al soldanat, Masqat ha crescut molt en urbanització i infraestructures, tot i que els diversos barris no formen sempre un continu urbà. Per a una ciutat de la península Aràbiga, amb un clima tan extrem, Masqat és considerablement verda, amb arbres als carrers principals i diversos parcs repartits arreu.

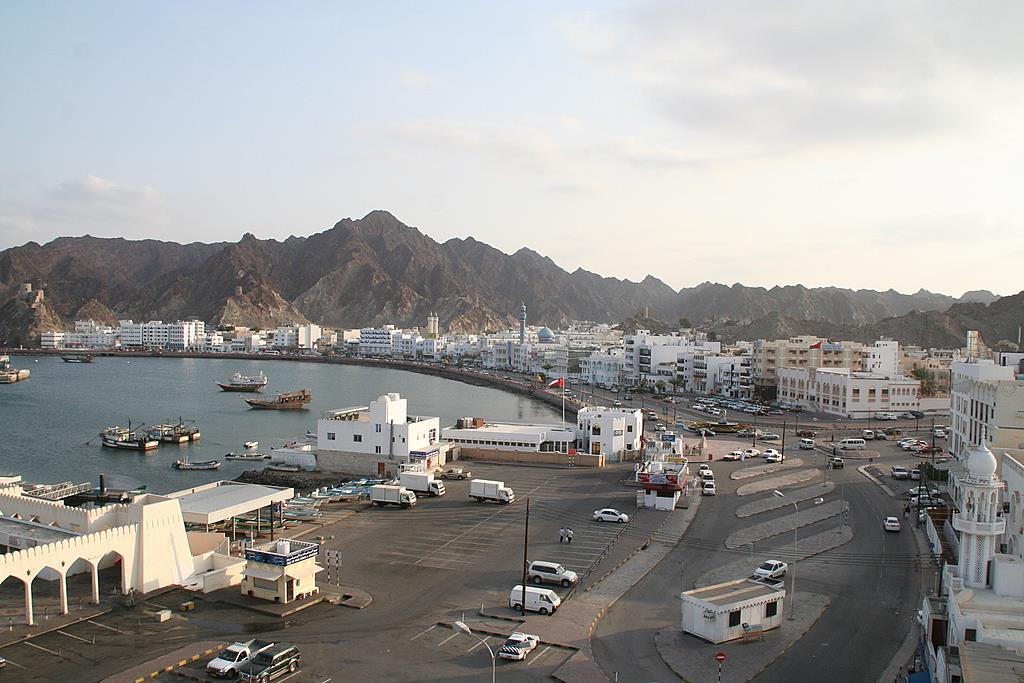
Matrah, a la costa de Masqat

La seva economia, tradicionalment dedicada al comerç a través del seu port (dàtils, mareperla, encens i peix), va donar un tomb a partir de la dècada del 1960 amb l'extracció i l'exportació de petroli. A una vintena de quilòmetres de la ciutat es troba l'aeroport internacional de Sib.

## Història
Masqat és una de les ciutats més antigues de l'Orient Mitjà; prop de la ciutat s'han trobat tombes de pescadors del sisè mil·lenni. Hi hauria hagut fins i tot contactes amb les civilitzacions de la Vall de l'Indus i Harappa. Alguns clàssic l'esmenten, com Plini el Vell, que anomena Amithoscuta que podria ser Masqat, i Claudi Ptolemeu (segle II) que l'anomena Cryptus Portus (Port Amagat). Com la resta de la costa nord fou dominada pels sassànides del segle iii al vii i, suposadament sota dependència de la dinastia dels Azd que governava la zona per compte dels perses, que estava dirigida pel clan al-Djulanda. El 631 la costa d'Oman (Mazun) va adoptar l'islam i després de vèncer una revolta en contra (732-733) els al-Djulanda van seguir governant com a vassalls dels califat, passant més tard al califat directament, i al domini buwàyhida al segle x.
No era una ciutat important i la principal ciutat en tot aquest temps era Suhar, mentre que Masqat només destacava per ser el darrer port de la costa on els vaixells es podien proveir d'aigua abans de sortir a mar obert cap a l'Índia. Quan es va produir l'expansió del comerç d'Ormuz va començar a agafar importància (segona meitat del segle xiv). Al final del segle xv s'estava desenvolupant a costa de Kalhat, sota el patronatge la família reial d'Ormuz. El seu port havia esdevingut el principal port comercial amb l'Índia i l'exportació de cavalls àrabs havia agafat importància.
El 2 de setembre de 1507 va arribar a Masqat Alfons d'Albuquerque, després d'haver sotmès Kalhat i destruït Kurayyat. Va atacar la ciutat i la va ocupar al cap de tres dies i va massacrar a la població (se suposa que unes 7000 persones), saquejant-la. La ciutat va passar als portuguesos que en van veure el seu interès estratègic, i la van conservar excepte durant el bombardeig turc de 1546. La conquesta otomana de Bàssora el 1546 i d'al-Katif el 1550 va amenaçar Masqat. El 1552 Piri Reis va ocupar temporalment Masqat però fou derrotat al cap de poc per Fernando de Menezes en una batalla naval i va perdre la ciutat; els otomans van tornar el 1581 i van amenaçar Masqat fins al 1587 o 1588. Les amenaces dels turcs, holandesos i anglesos al final del segle xvi van fer construir fortaleses als portuguesos vers el 1587: São João (Djalali) i Capitão (modern Mirani), que són les úniques que subsisteixen.
La seva importància va augmentar després del 1622 quan els portuguesos van perdre el Regne d'Ormuz. La guarnició de l'illa fou traslladada a Masqat. La ciutat estava amenaçada pels mateixos omanites dirigits per l'imam yaràbida (yarabita) Nasr ibn Murshid. El 1625 tenia dues esglésies segon el viatger Pietro della Valle, i poc després es va construir un convent carmelita que va esdevenir catedral (les ruïnes subsistien fins al 1890).
Els yarabites o yaràbides van atacar Masqat per primer cop el 1630 i els portuguesos van haver de demanar la pau i segurament pagar un tribut de protecció. El 1643 els yarabites dominaven Suhar i al disposar d'un bon port podien escapar al sistema portuguès de llicències d'exportació. El 16 d'agost de 1648, el Sultan ibn Sayf al-Yarabi va enviar forces a ocupar la ciutat i ho van aconseguir el 1649 destruint les torres portugueses; aquests es van retirar al port que fou atacat de nit i es va rendir el 23 de gener de 1650; encara que la guerra va continuar uns anys i els portuguesos bloquejaven i atacaven de tant en tant el port, el 1697 van abandonar tota esperança de recuperar la ciutat. Els imams van desenvolupar el comerç amb l'Índia, Aràbia del sud i Àfrica oriental pel seu compte i cap estat estranger fou autoritzat a tenir factories al país.
La pirateria, els conflictes interns (guerra entre ghafiris i hinawis) i la decadència dels yarabites van ser aprofitats pels perses; quan el 1737 Sayf bin Sultan III va demanar ajut a Pèrsia, on regnava Nadir Shah. Aquest va enviar un contingent manat per Muhammad Taki Khan, beglerbegi de Fars, que el 1738 va ocupar Masqat. Després d'uns anys d'anarquia Ahmad ibn Said fou reconegut com a imam el 1753 o 1754. Masqat va començar a recuperar importància. L'Imperi Otomà estava debilitat i Pèrsia en plena anarquia. Res molestava als imans fins al 1783 quan els Utub van ocupar Bahrein, i per la mateixa època van començar a operar els pirates kawasim de Djulfar, que van disputar a Masqat l'hegemonia a la mar. L'imam va tenir contactes comercials estrets amb Mysore i Tipu Sultan (1782-1799) va obrir una delegació a Masqat. El regnat de Sultan ibn Ahmad va ser el de màxim floriment de Masqat. El 1798 els britànics van fer un acord amb el sultà. Després de la derrota dels kawasim pels britànics el 1819, el sultà Said ibn Sultan va intentar imposar la seva supremacia al golf però va fracassar i va orientar la seva política en la ruta Aràbia-Àfrica oriental i va encoratjar als comerciants indis banians a establir-se a Masqat i després a Zanzíbar. Els indis van arribar a controlar la major part de la riquesa de Masqat i Matrah.
El 1861 per un arbitratge britànic, dues branques de la mateixa dinastia (Bu Said) van passar a regnar a Zanzíbar i a Masqat. En la pràctica van estar tots dos sota control britànic. A finals del segle i fins a 1910, Masqat fou part de la ruta comercial que requeria el servei d'estacions de carbó i es van desenvolupar les instal·lacions portuàries, però abans de la I Guerra Mundial ja estaven decadència. Les tribus de l'interior es van organitzar en imamat des de 1913. El 1920 Ronadl Wingate (després Sir) va negociar un acord (Tractat de Sib) que va dividir efectivament el país en el sultanat de Masqat (Taymur ibn Faysal) i l'imamat d'Oman. El fill de Taymur, Said ibn Taymur (1932-1970) va instal·lar la seva capital a Salala (Salalah) capital de la regió del Dophar (Zufar) i des de 1954 va deixar de visitar Masqat. El 1955 es va annexionar l'imamat i en endavant fou sultà de Masqat i Oman. La capital es va quedar aïllada, i només tenia representants de Gran Bretanya i l'Índia Britànica, un banc i un hospital. El 1964 les forces antifeudals es van aixecar a Zufar i a partir del 1967 van tenir el suport del Iemen del Sud (República Democràtica Popular del Iemen). El 1970 la rebel·lió considerada procomunista estava en expansió per Oman cap a Ras al-Kaymah i Fujeira i els britànics es van desfer del vell sultà que aturava el progrés i van provocar un cop d'estat que va portar al tron al fill Qabus ibn Said, més jove i adaptable a la modernitat, que al pujar al tron no havia estat mai a Masqat ni a cap altre lloc d'Oman fora de Salala. La revolta fou aplanada amb la intervenció de forces iranianes, britàniques i omanites.
El petroli d'Oman va permetre multiplicar les inversions. A partir de 1976 (inici del primer pla quinquennal) va començar un canvi a la ciutat que la convertit en una de les dinàmiques poblacions de la zona del golf.